# Vieux Lyon

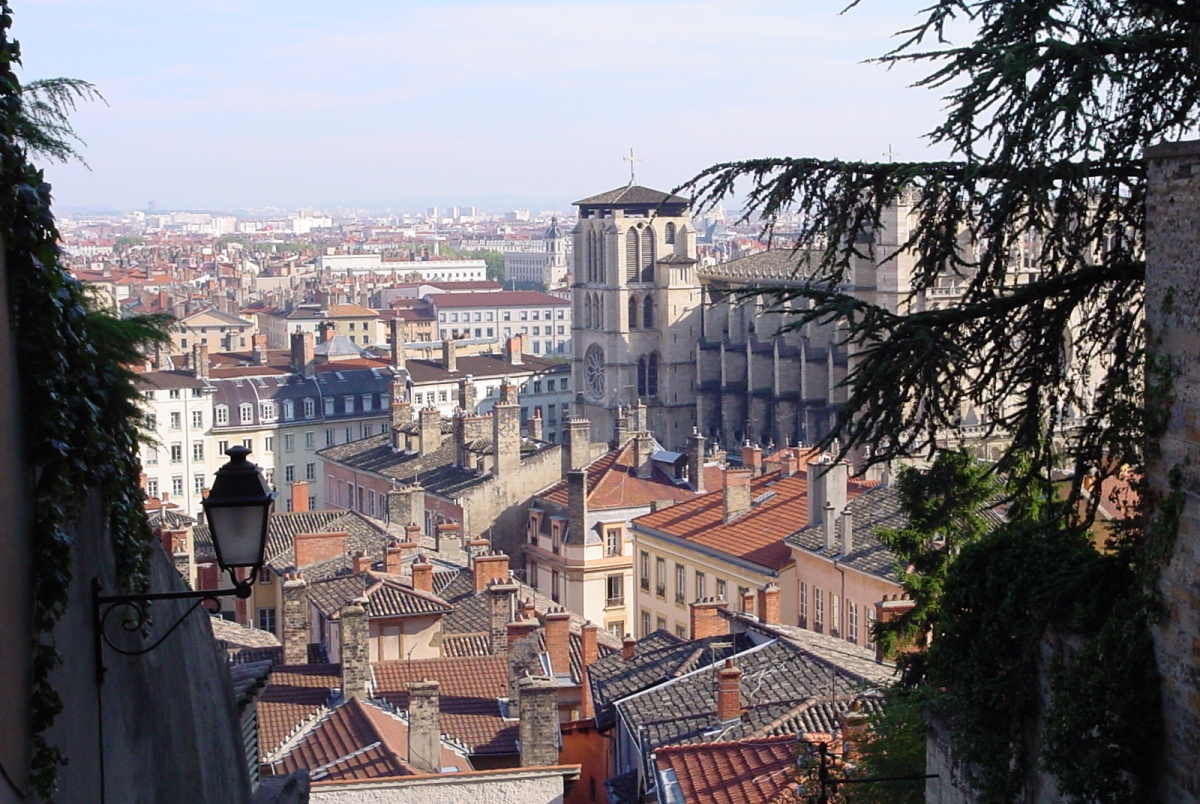
Barri de Saint-Jean, part del Vieux Lyon, amb la catedral de Saint-Jean des de la pujada des Chazeaux.

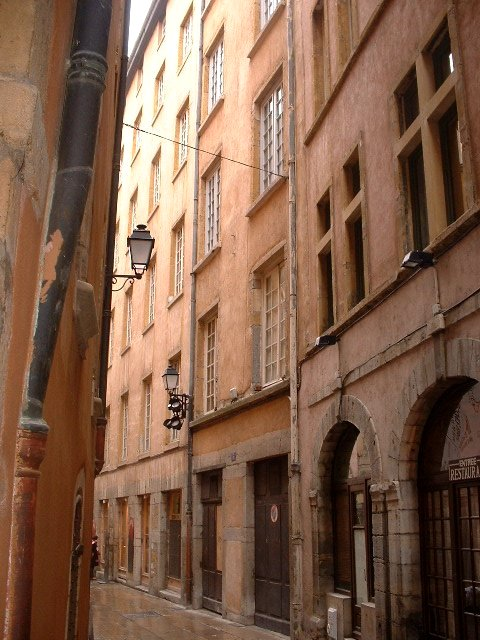
Carrer de Gadagne en el cor del Vieux Lyon.

El Vieux Lyon és el districte renaixentista més gran de Lió. El 1954, Vieux-Lyon, el districte més vell de la ciutat, es va convertir en el primer lloc a França en ser protegit per la llei Malraux que protegia els llocs culturals d'aquest país. Cobrint una àrea de 424 hectàrees entre el turó Fourvière i el riu Saona, és un dels més grans barris renaixentistes d'Europa. Hi ha tres zones diferents: Saint-Jean, Saint-Paul i Saint-Georges.
El barri de Saint-Jean a l'edat mitjana era el centre del poder polític i religiós. La Catedral de St Jean, seu del Primat de Gaul, un títol encara conferit a l'arquebisbe de Lió, és un bon exemple d'arquitectura gòtica. La Manecanterie, al costat de la catedral és un dels pocs edificis romànics de Lió. Anteriorment escola del cor, ara acull el museu dels tresors de la catedral. A Saint-Jean també hi ha el Museu de Miniatures i escenaris de cinema, en un edifici que va ser la Fonda de la Creu Daurada en el segle XV.
El barri de Saint-Paul en els segles XV i XVI va acollir predominantment banquers i mercaders italians en sumptuoses residències urbanes aquí anomenades hôtels particuliers. El Hôtel Bullioud i el Hôtel de Gadagne en són dos exemples magnífics i l'últim ara acull el Museu Històric de Lió i el Museu Internacional de Titelles. La Llotja de Canvi resta com a testimoni del període que les fires de comerç van fer rica la ciutat. L'església de Saint Paul amb la seva torre romànica i la seva espectacular agulla marquen l'extrem nord del barri.
A Saint-Georges teixidors de seda van començar aquí el segle XVI abans de traslladar-se al turó de la Croix Rousse el segle XIX. El 1844, l'arquitecte Pierre Bossan va reconstruir l'església de St. George en els bancs del Saona en un estil neo-gòtic. En l'Edat mitjana, quan hi havia només uns quants carrers paral·lels entre el turó i el Saona, es va construir el primer traboule. Derivat del llatí trans-ambulare, passar a través de, els traboules són passadissos a través d'edificis i els seus patis, connectant un carrer directament amb un altre. Els visitants poden descobrir un patrimoni arquitectònic de galeries i escales de cargol en aquests passatges secrets, tant inesperats com únics.

## Saint-Paul
Sant-Paul és el barri que envolta l'estació de Saint-Paul, construïda el 1873, i l'església homònima. És el pol escolàstic de Vieux Lyon, amb dos grans instituts, els Maristes et les Lazaristes. L'església de Saint Paul va ser construïda per primer cop l'any 549 i reconstruïda els segles xi i xii.

## Galeria

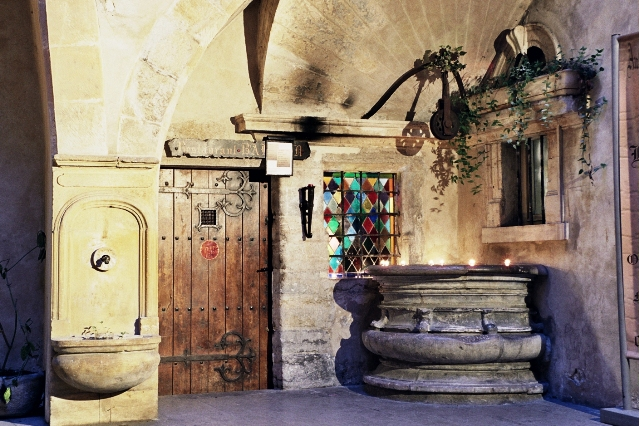
Cour Philibert Delorme, carrer Juiverie
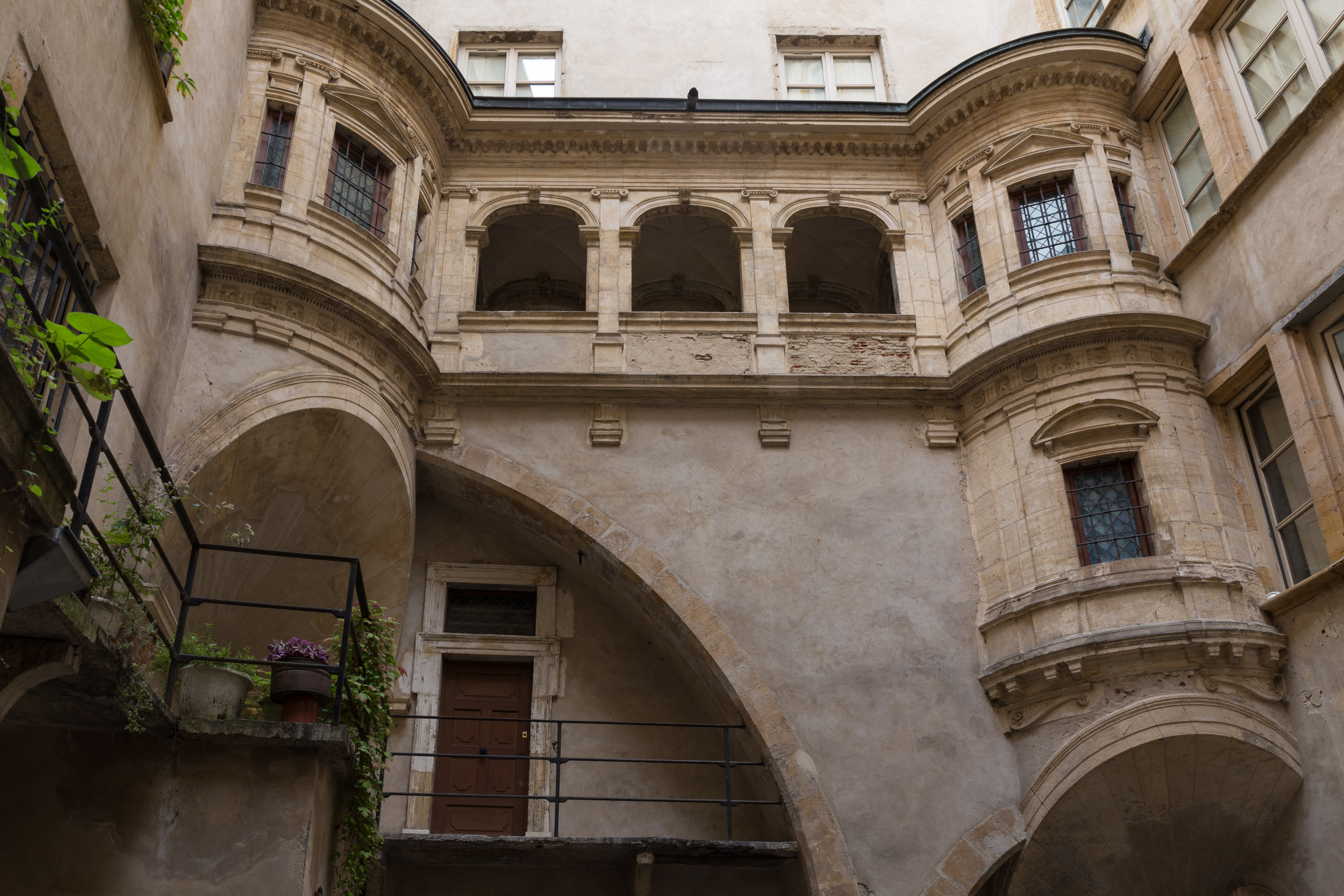
Hôtel de Bullioud, carrer Juiverie
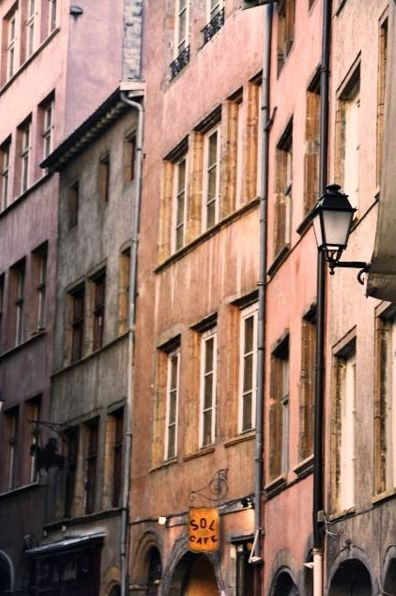
Edificis en la Rue du Bœuf
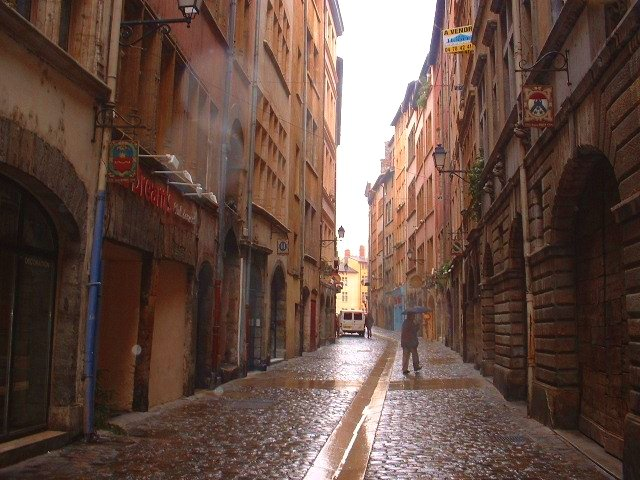
Carrer Juiverie
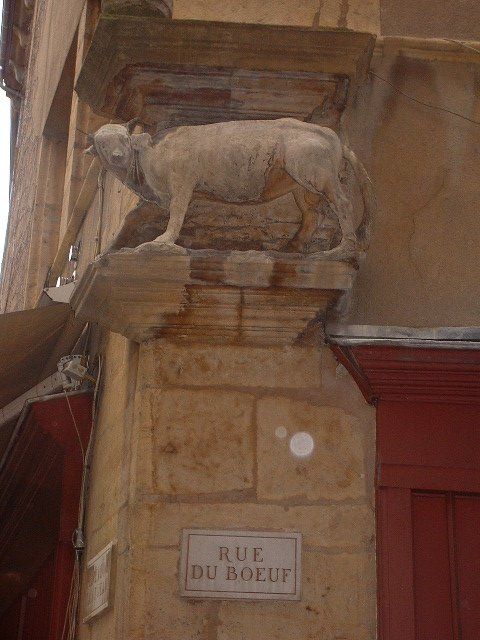
Estàtua a la cantonada del carrer du Bœuf i Plaça Nova Saint-Jean
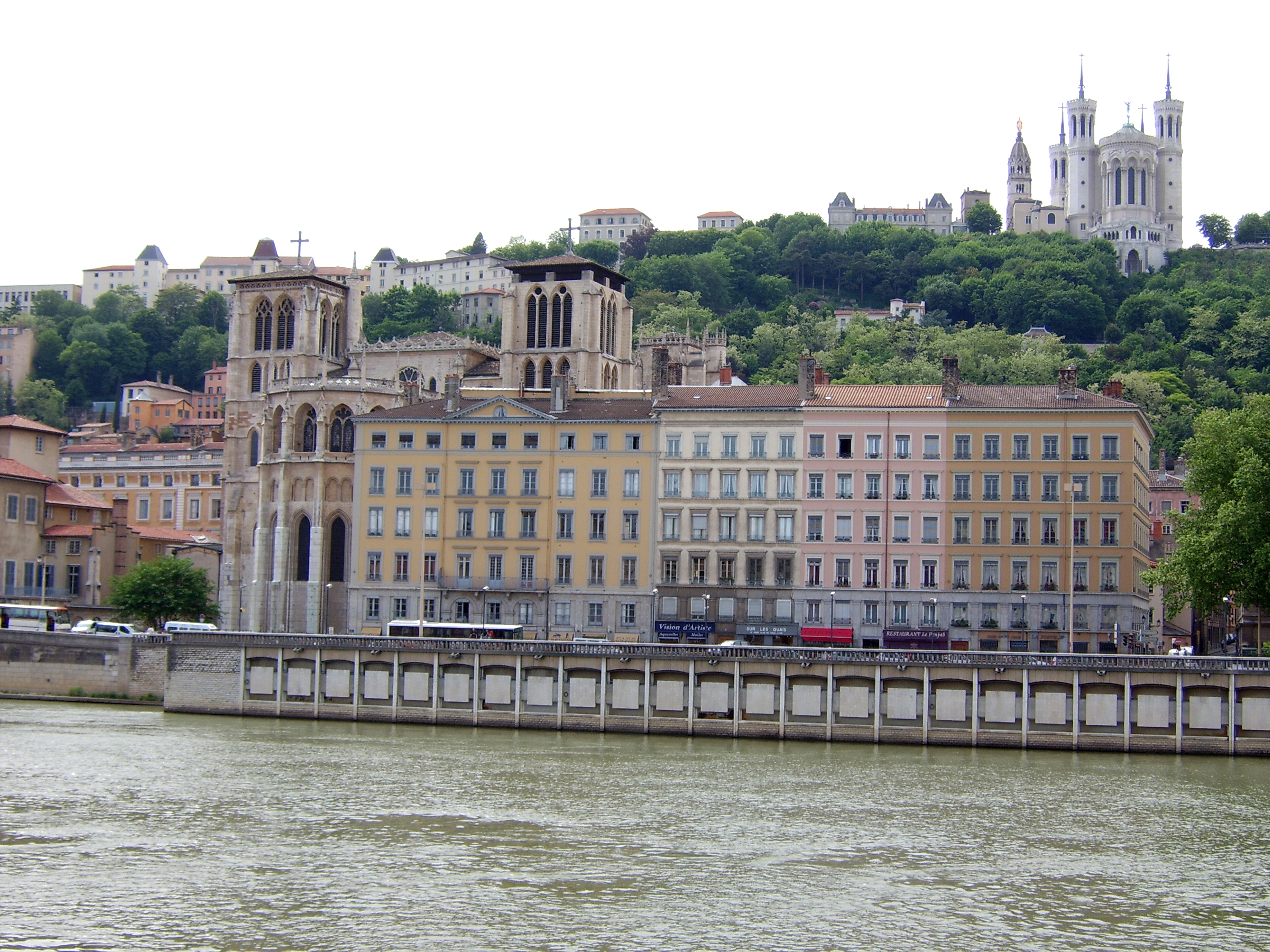
Catedral de Lió i el Saona, al fons el turó de Fourvière
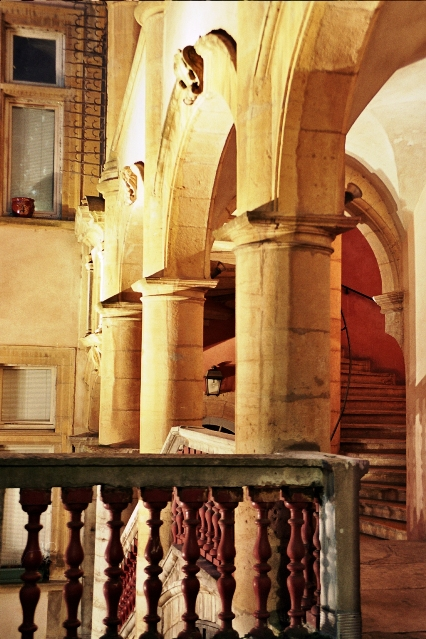
Edifici a Saint-Paul
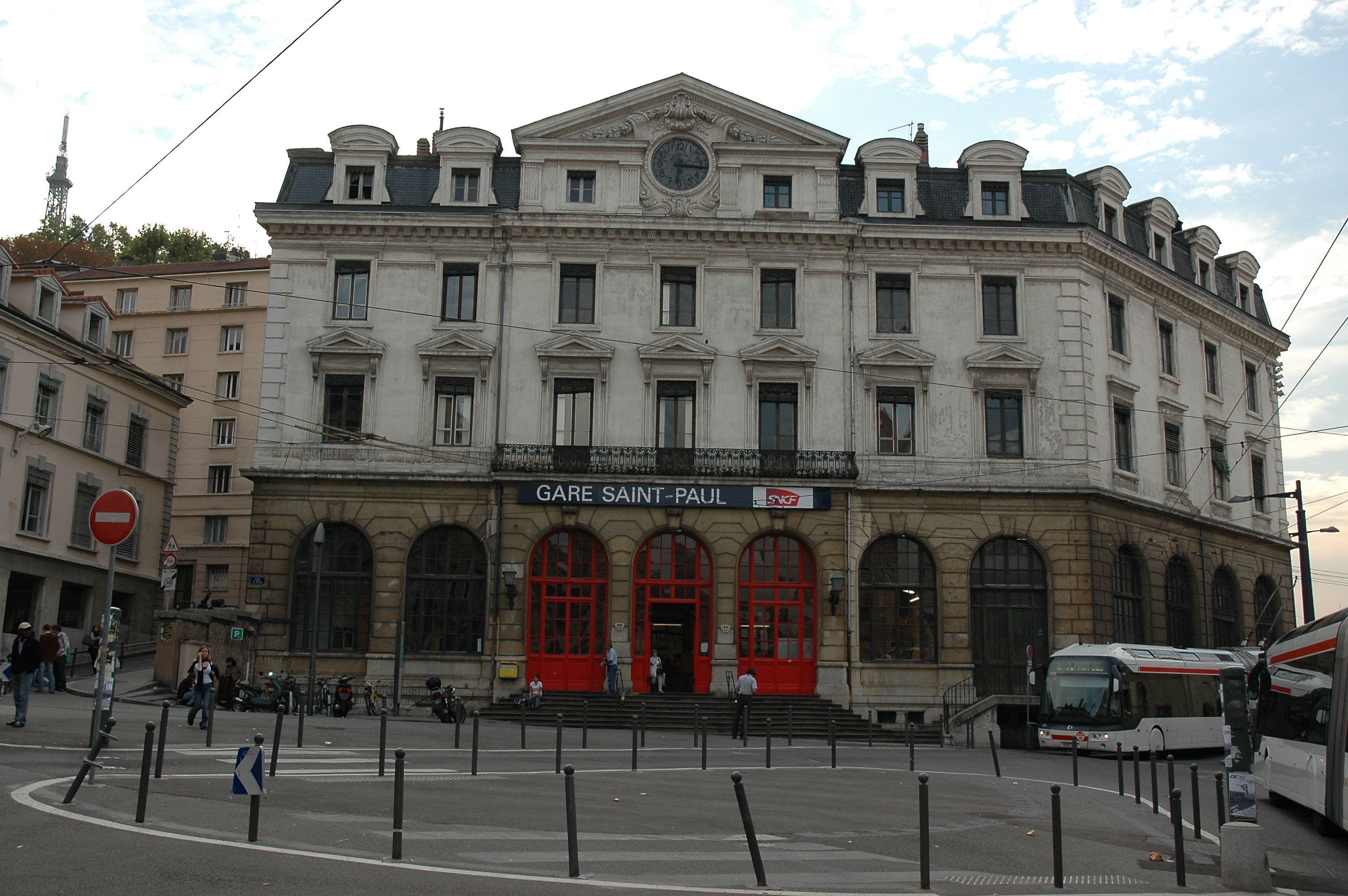
Estació Sant-Paul
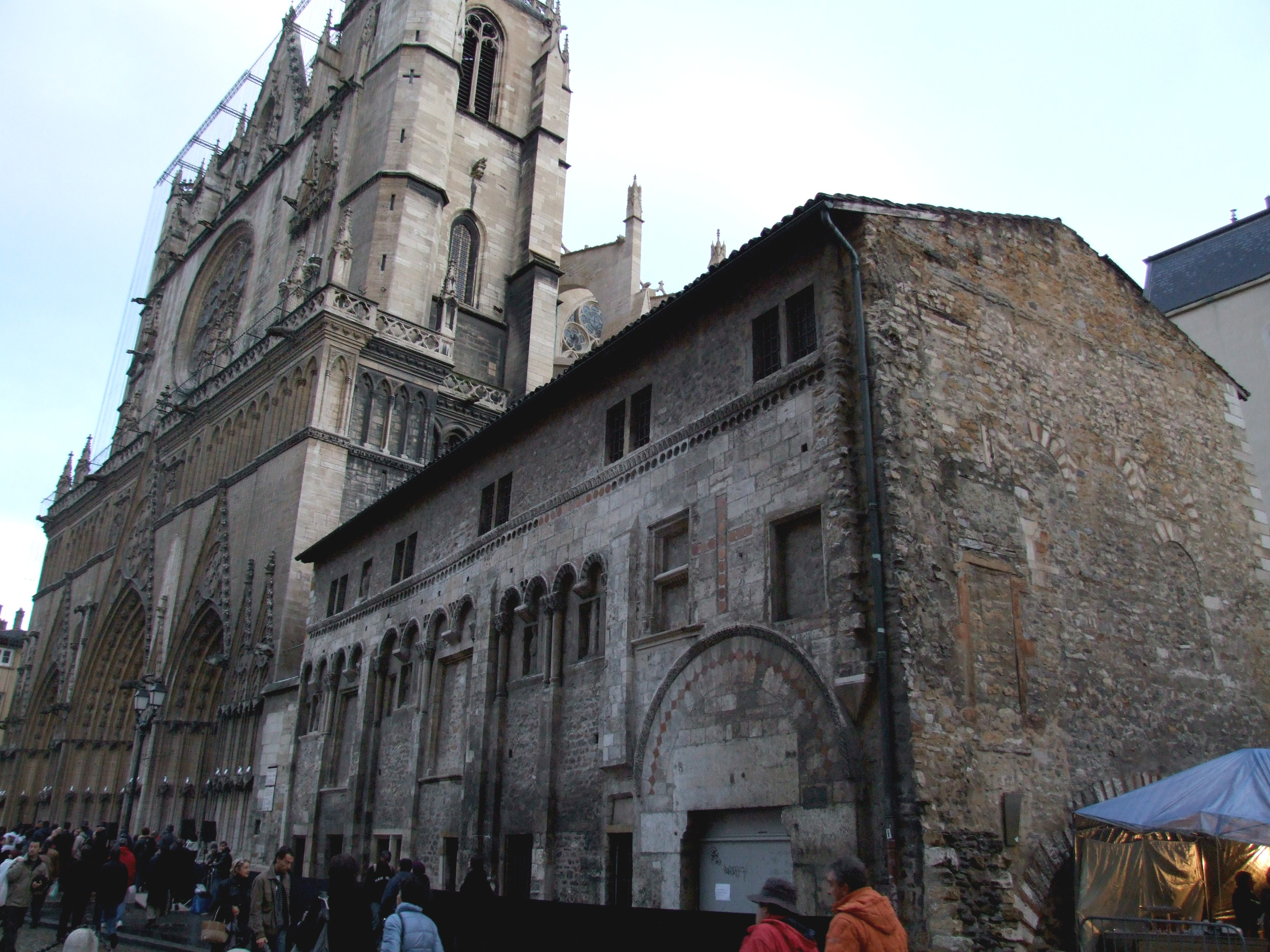
Catedral i la manécanterie (un dels edificis més vells de Lió)
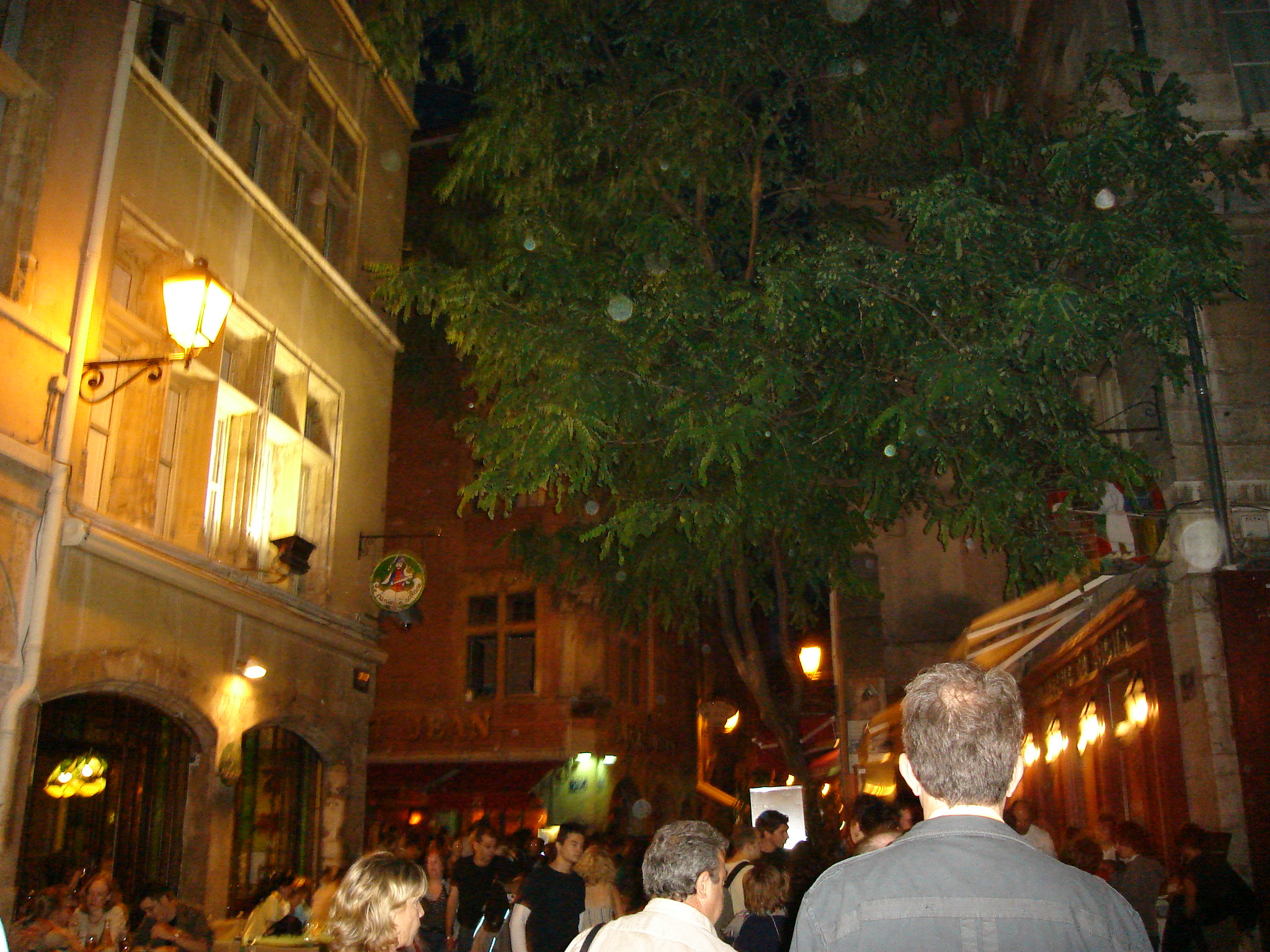
Carrer Saint-Jean, el principal del Vieux Lyon
Casa Chamarier
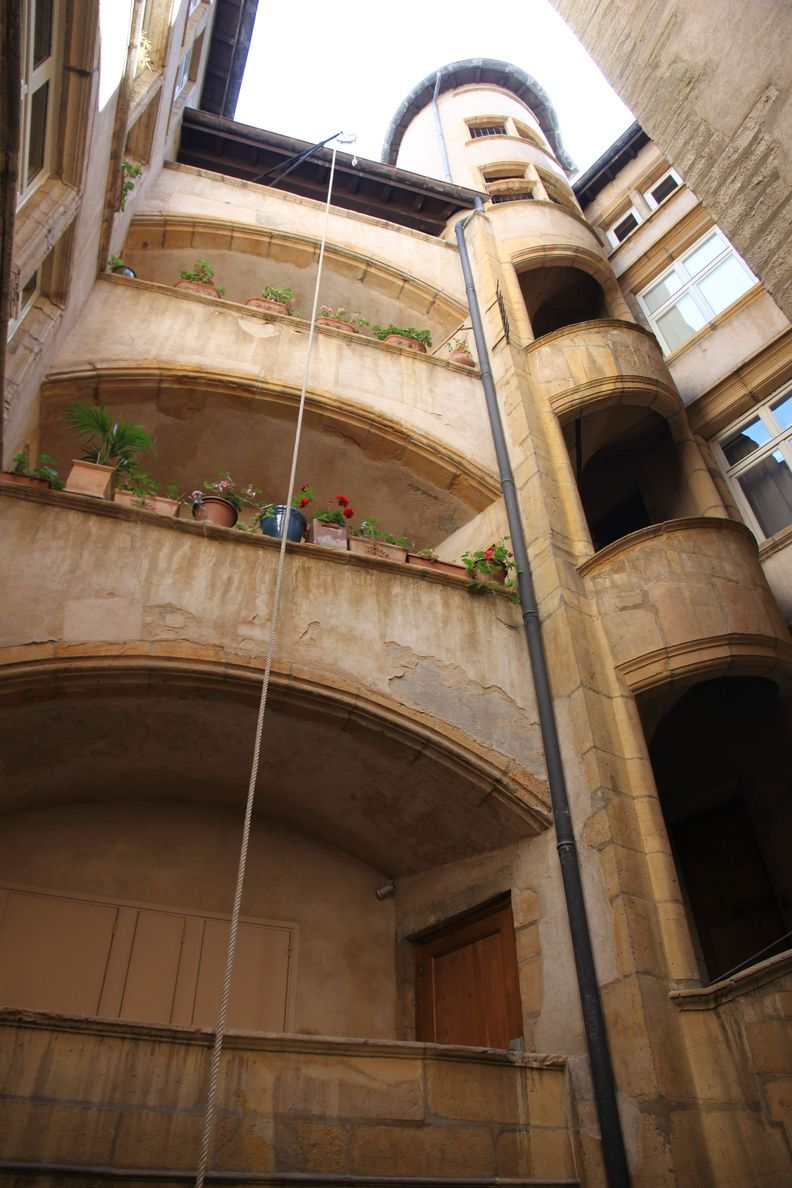
Un pati i la seva torre
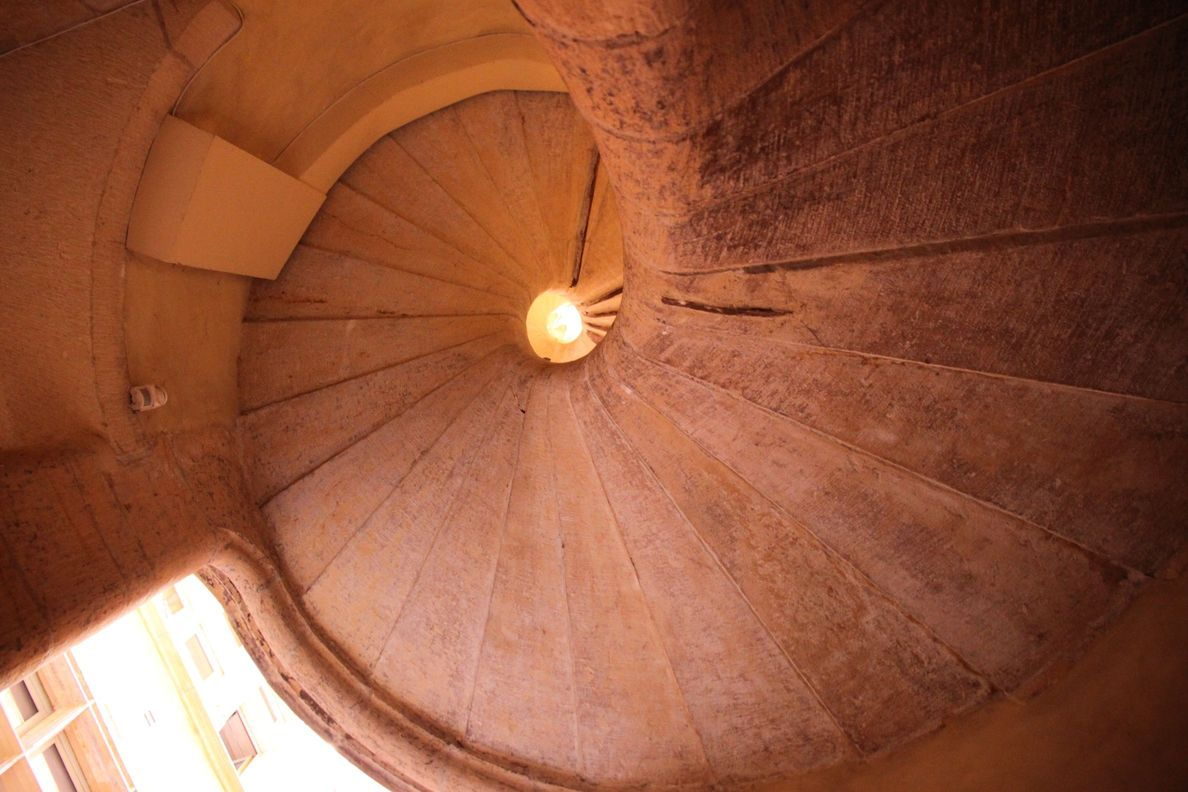
Una escala
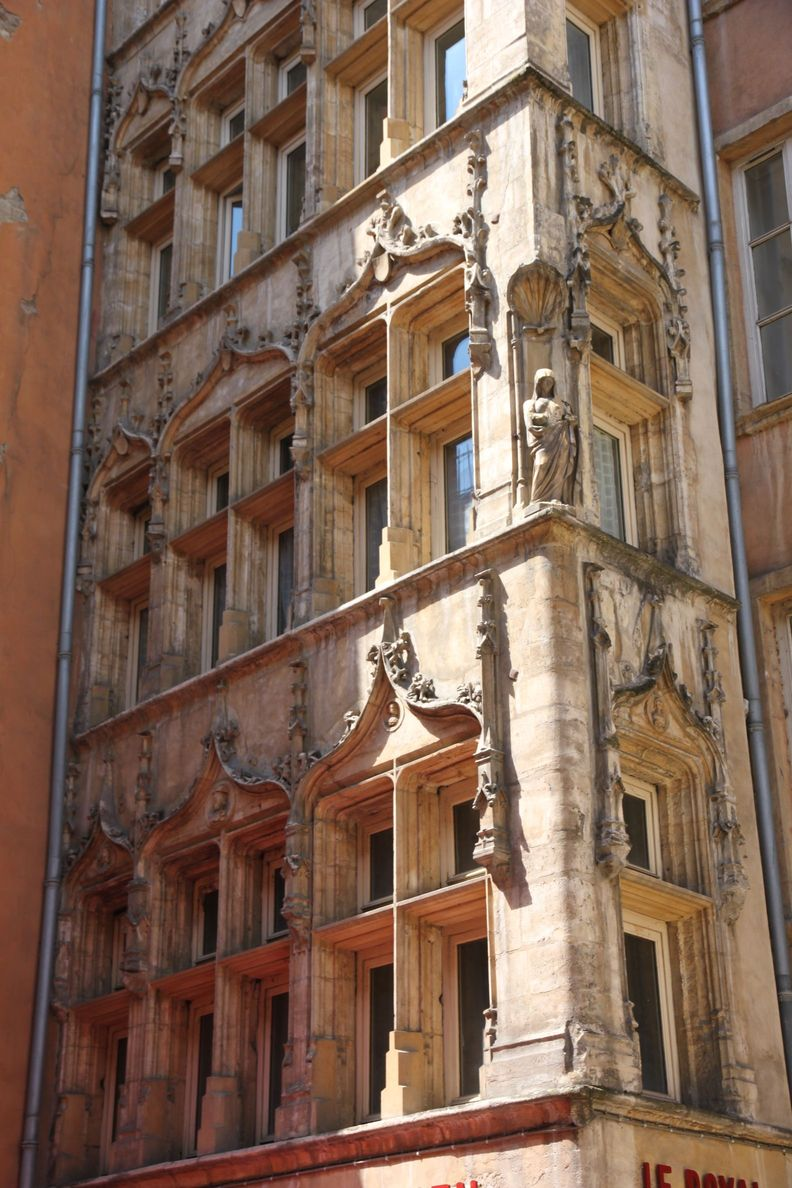
Finestres d'estil medieval
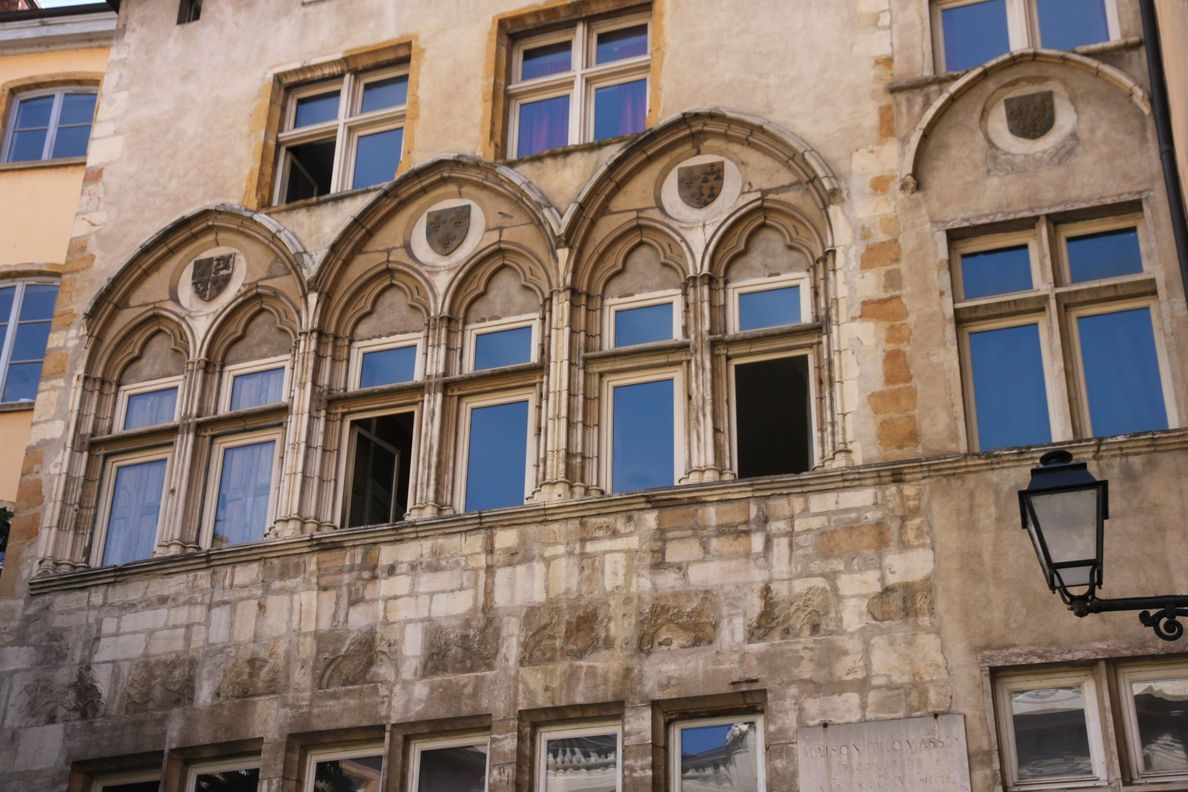
Finestres d'estil medieval
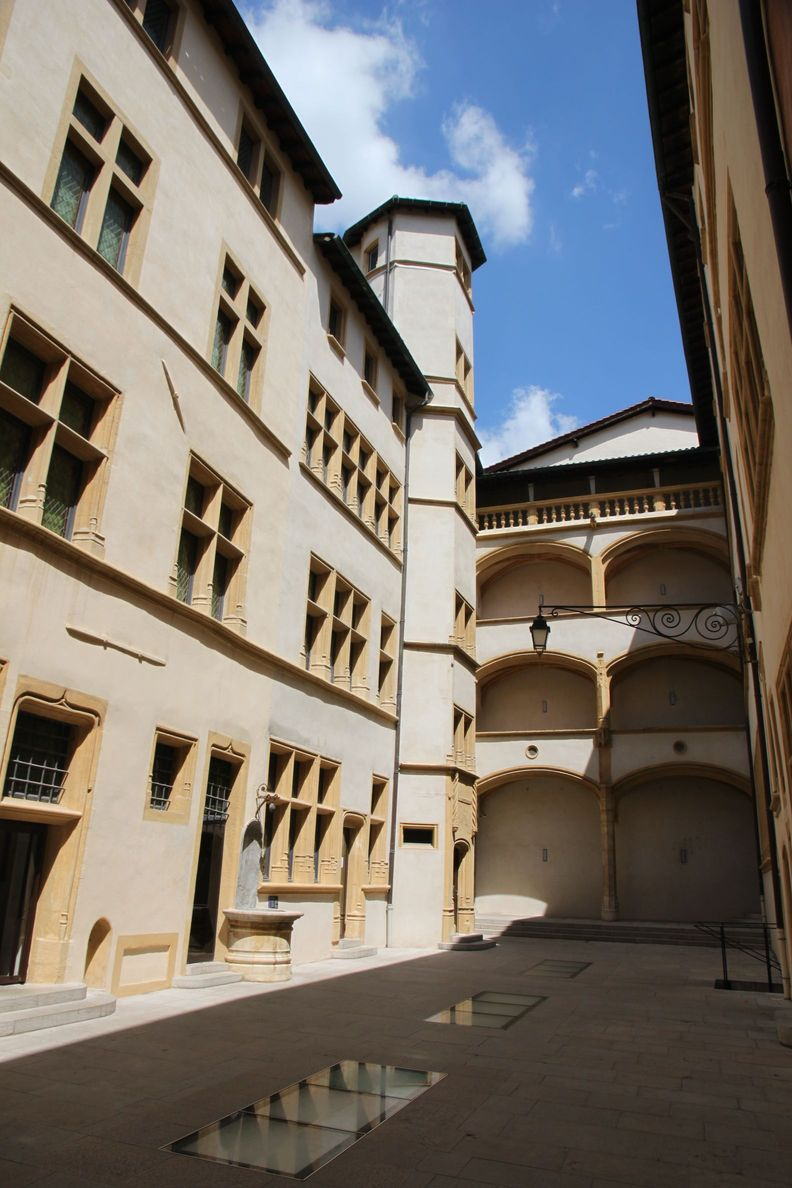
Hôtel de Gadagne
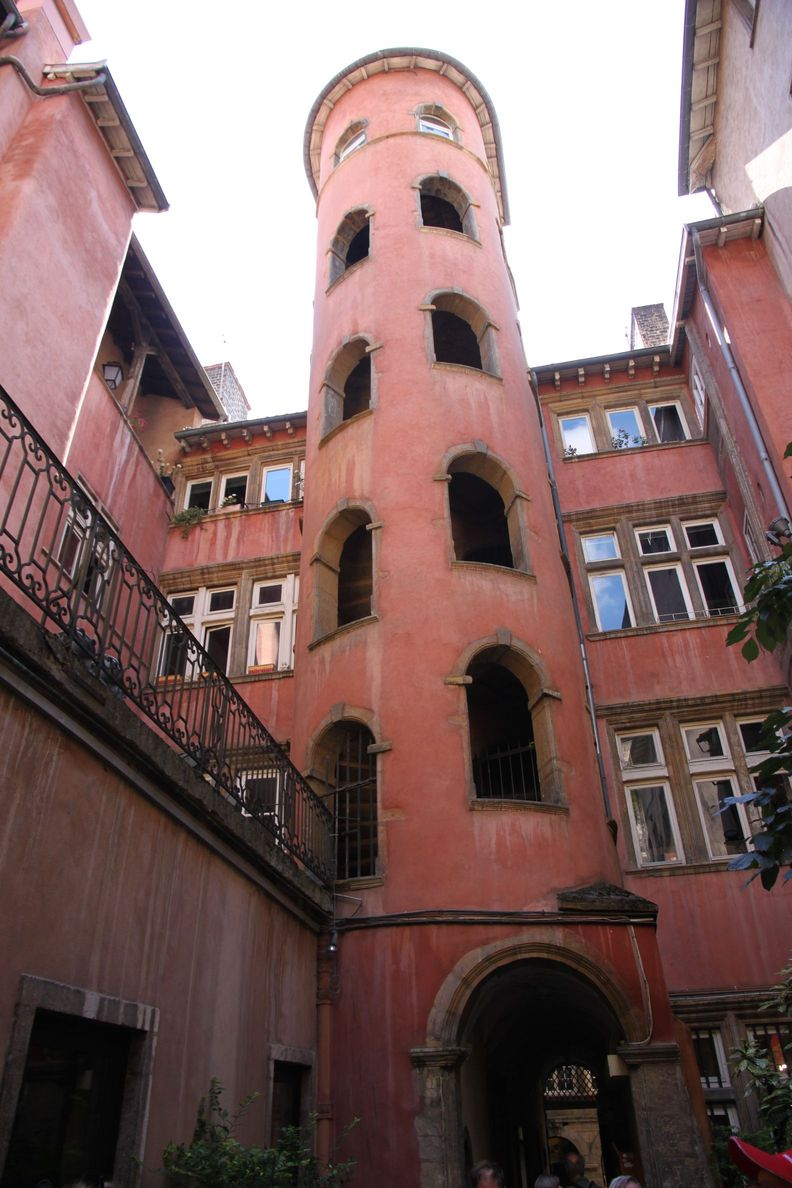
La torre rosa
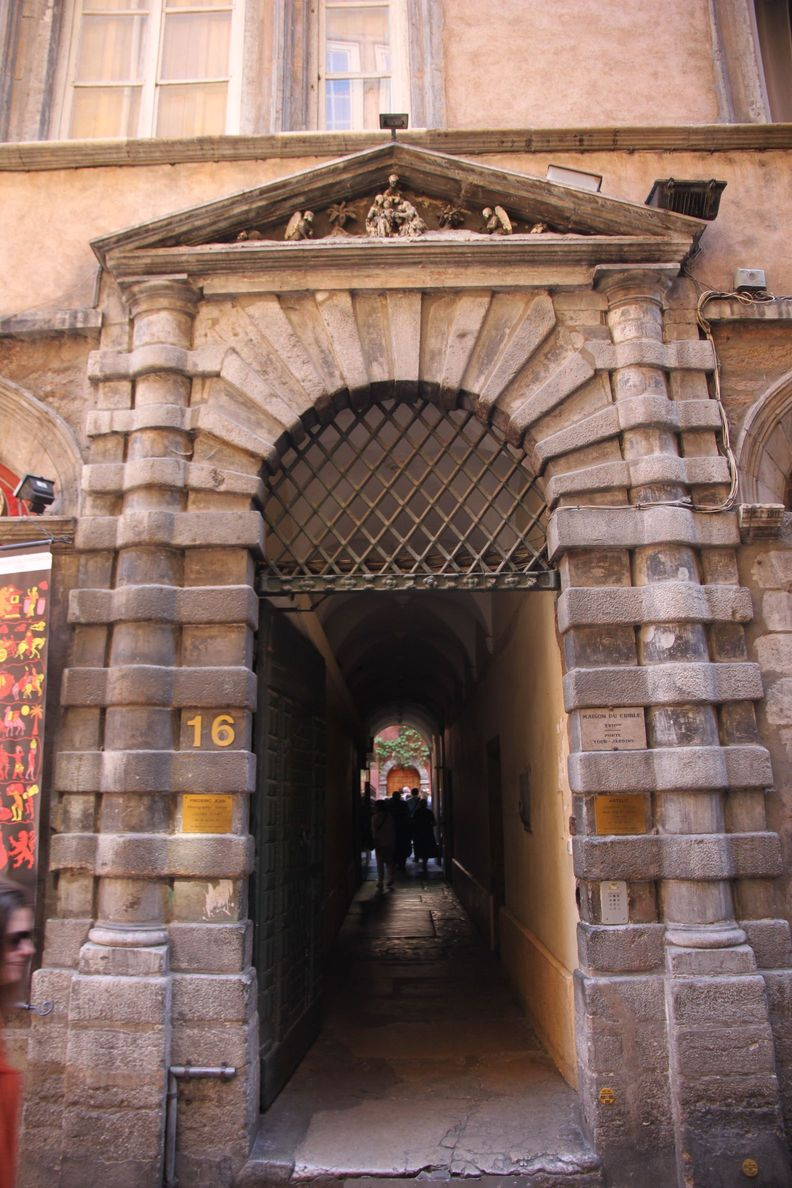
La porta principal de la torre rosa d'estil renaixentista